# Могиленко, Виталий Викторович
Виталий Викторович Могиленко (5 июля 1965, Сумы) — советский и украинский биатлонист, участник зимних Олимпийских игр 1994 года, Кубка мира, неоднократный чемпион и призёр чемпионатов Украины, призёр чемпионата СССР. Мастер спорта Украины международного класса.

## Биография
Начал заниматься биатлоном в 1980 году. Выступал за спортивное общество «Локомотив», затем за общество «Динамо» и город Сумы, тренер — В. П. Илларионов.
В 1982 году занял второе место в индивидуальной гонке на первенстве СССР в своей возрастной категории, после чего вошёл в состав юниорской сборной СССР. Участвовал в чемпионате мира среди юниоров 1985 года в Швейцарии, лучшим результатом стало пятое место в спринте.
В 1986 году одержал победу на Спартакиаде народов СССР в эстафете в составе сборной Украинской ССР, вместе с Николаем Давыденко, Валентином Джимой и Тарасом Дольным. В этом сезоне на Спартакиаде не разыгрывались медали чемпионата СССР. На следующей Спартакиаде, в 1990 году в Тысовце сборная Украины выступала в таком же составе и завоевала бронзовые медали чемпионата СССР.
С 1992 года выступал за сборную Украины. На Кубке мира дебютировал в сезоне 1992/93 на этапе в Поклюке, был 53-м в индивидуальной гонке. За свою карьеру не набирал очков в зачёт Кубка мира. Лучший результат в личных видах — 38-е место в индивидуальной гонке на этапе в Лиллехаммере в сезоне 1992/93, а в эстафете — четвёртое место на этапе в Контиолахти в сезоне 1992/93.
На чемпионате мира 1993 года в болгарском Боровце лучшим результатом стало пятое место в эстафете, в командной гонке был 13-м, в спринте финишировал 77-м.
Участвовал в зимних Олимпийских игр 1994 года в Лиллехаммере. Стартовал в двух видах программы, в индивидуальной гонке занял 26-е место, а в эстафете — 15-е.
После Олимпиады завершил спортивную карьеру. С 2015 года работает руководителем Сумской областной организации физкультурно-спортивного товарищества «Украина».

## Личная жизнь
Сын Валерий (род. 1987) тоже занимался биатлоном, участвовал в международных соревнованиях на молодёжном уровне и был чемпионом Украины среди взрослых (2010).